# Hau (Wiehl)
Hau ist eine von 51 Ortschaften der Stadt Wiehl im Oberbergischen Kreis im Regierungsbezirk Köln in Nordrhein-Westfalen. 

## Lage und Beschreibung
Der Ort liegt rund 3,5 km südwestlich vom Stadtzentrum von Wiehl entfernt, nahe der Landesstraße L 350. Die benachbarten Ortschaften sind Gassenhagen, Fahlenbruch und Niederbellinghausen. Hau liegt südlich der Bundesautobahn 4.

## Geschichte
Erstnennung des Ortes 1575 in der A. Mercator-Karte Im Haich (im Hain), mit Dornbüschen umhegtes Gehöft (Verhau). Im Futterhaferzettel der Herrschaft Homburg von 1580 wird für den Ort Hauwe Johenntgen als abgabepflichtiger Saynischer Untertan benannt.
Es gab eine frühe Eisenerzgewinnung.

## Wander- und Radwege
- Der Ortsrundwanderweg O „Rund um Bielstein“ verläuft auf der Grenze zwischen Gassenhagen und Hau.